# Санта Марія делле Ґраціє

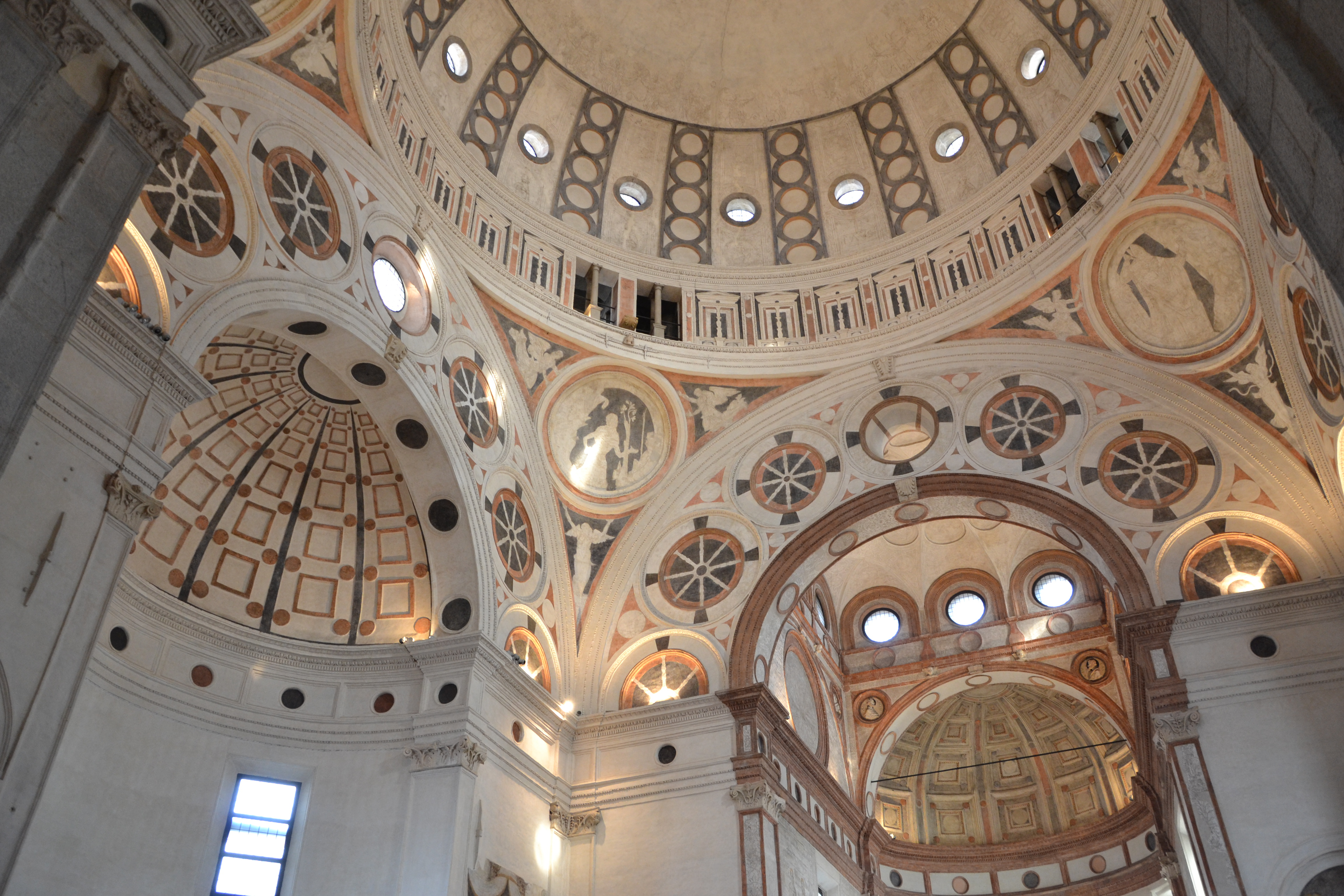
Інтер'єр та купол церкви в середині

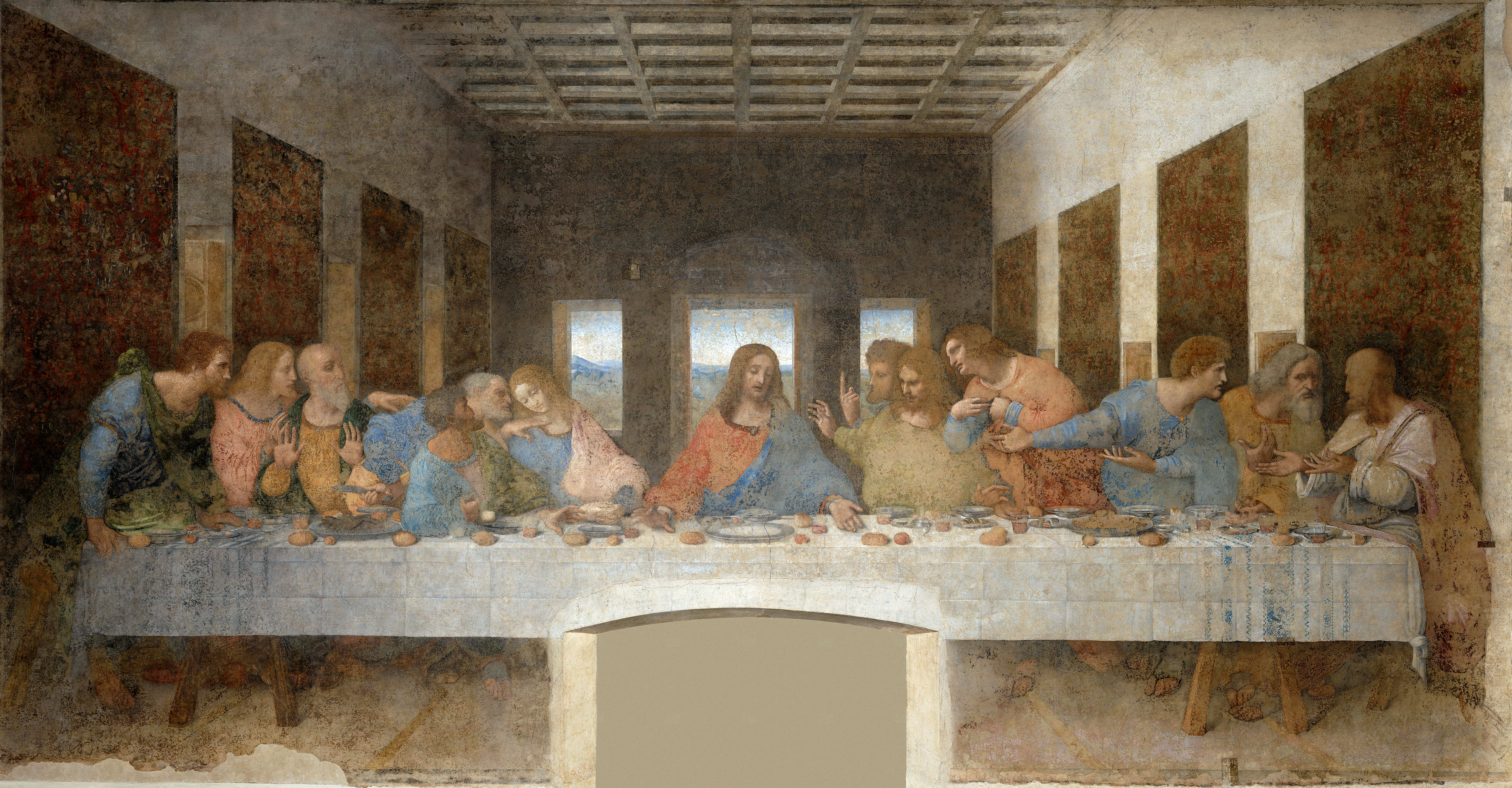
Тайна вечеря — Леонардо да Вінчі

Санта Марія делле Ґраціє (італ. Chiesa e Convento Domenicano di Santa Maria delle Grazie) — головна церква домініканського монастиря у західній частині Мілана.

## Історія
Побудована на замовлення домініканських ченців в період з 1466 по 1492 рік в Мілані. Автором проекту був призначений відомий архітектор Джуїнфорте Соларі. Світову популярність церкві принесла фреска Леонардо да Вінчі «Тайна вечеря».
Через 2 роки після завершення будівництва будівля була перепланована. Ініціатором цих робіт став відомий міланський меценат Людовіко Моро. Церкву він захотів перетворити на сімейний мавзолей. Архітектор Браманте, що керував роботами додав споруді стиль ренесансу.
Над брамами церкви всесвітньо відомий художник Леонардо да Вінчі намалював медальйон. У центрі його він зобразив Богородицю, а по обидві сторони від неї — Людовіко дель Моро з дружиною. Але головною визначною пам'яткою цього місця є фреска «Таємна вечеря», яку написав Леонардо. Великий художник зобразив її в трапезній розташованого тут домініканського монастиря.
«Таємна вечеря» — найзріліший і закінчений твір Леонардо. У цьому розписі майстер уникає всього того, що могло б затемнити основний хід зображеної ним дії, він добивається рідкісної переконливості композиційного рішення. У центрі він поміщає фігуру Христа, виділяючи її просвітом дверей. Апостолів він свідомо відсовує від Христа, щоб ще більш акцентувати його місце в композиції. Нарешті, в цих же цілях він примушує сходитися всі перспективні лінії в точці, безпосередньо розташованій над головою Христа. Учнів Леонардо розбиває на чотири симетричні групи, повні життя і руху. Стіл він робить невеликим, а трапезну — строгою та простою. Це дає йому можливість зосередити увагу глядача на фігурах, що володіють величезною пластичною силою. У всіх цих прийомах позначається глибока цілеспрямованість творчого задуму, у якому все зважено і враховано.
У XVIII—XIX століттях були спроби внести коректування малюнку. Крім того, фреска сильно постраждала від наполеонівської армії та і під час Другої світової війни, коли був висаджений дах церкви. Наприкінці 90-х років ХХ століття була проведена масштабна реставрація фрески. Тепер вона максимально нагадує первинний варіант.
Мілан по праву гордиться цим шедевром, що є єдиним твором епохи Відродження такого масштабу. Безрезультатно два французькі королі мріяли перевезти розпис разом із стіною до Парижа. Наполеон теж не залишився байдужий до цієї ідеї. Але до великої радості міланців і всієї Італії ця неповторна робота великого генія залишилася на своєму місці. Під час II Світової війни, коли англійська авіація бомбардувала Мілан, дах і три стіни знаменитої будівлі виявилися повністю знесеними. І уявіть собі, залишилася стояти тільки та, на якій зробив свій розпис Леонардо. Це було справжнє диво!Потік охочих побачити цей шедевр ніколи не вичерпується. Для того, щоб потрапити в групу з 25 чоловік, що допускаються до проглядання фрески, необхідно замовляти квиток за декілька днів.